# 喬克亞普河

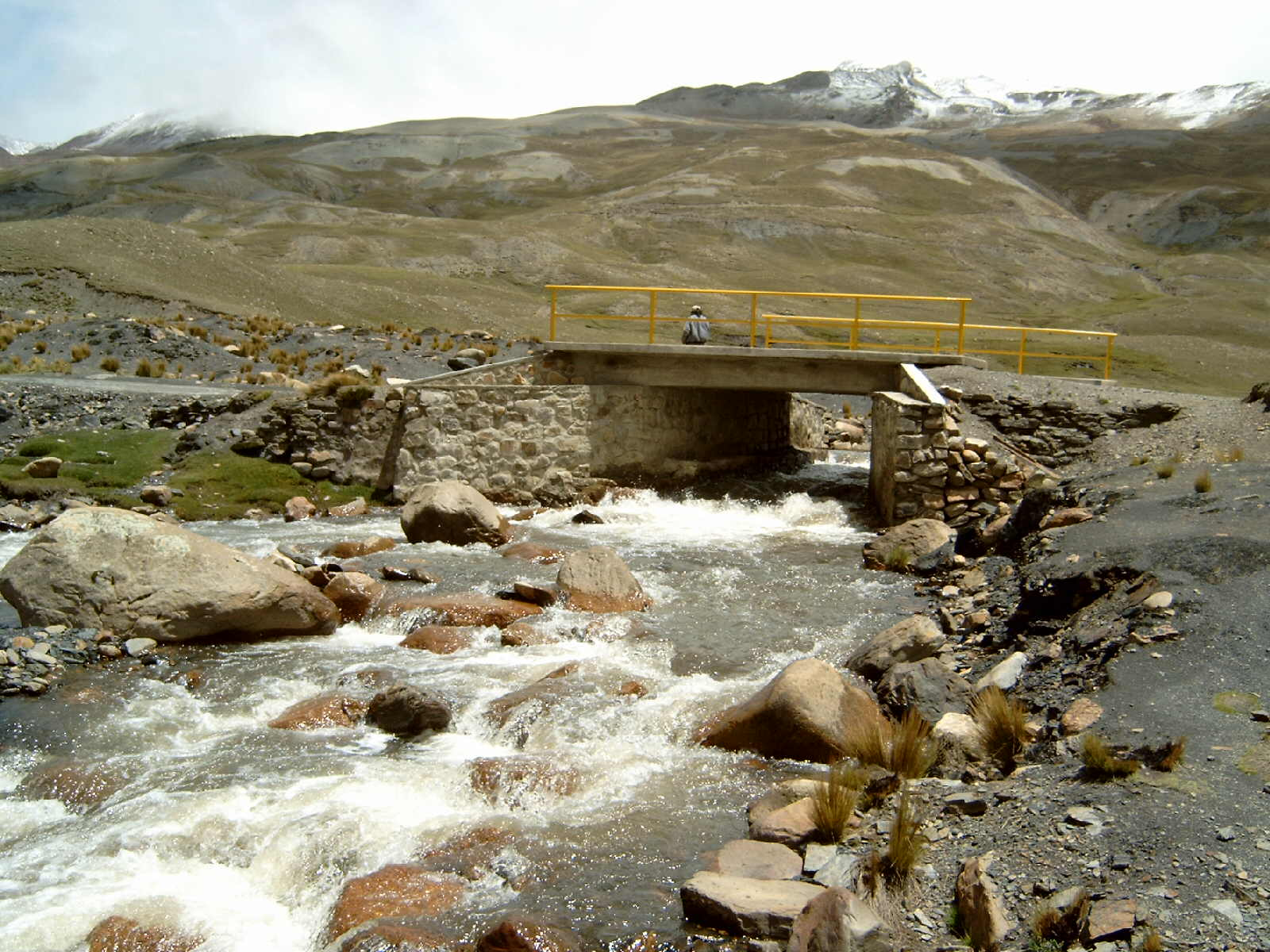

喬克亞普河（西班牙語：Río Choqueyapu），是玻利維亞的河流，位於該國西部拉巴斯省，處於安第斯山脈的玻利維亞瑞阿爾山脈，屬於亞馬遜河流域的一部分，發源自查卡塔雅附近。
16°33′20″S 68°05′39″W / 16.5556°S 68.0942°W